# Abagrotis turbulenta
Abagrotis turbulenta là một loài bướm đêm trong họ Noctuidae.